# Aspermon
Aspermon is een geslacht van kreeftachtigen uit de klasse van de Malacostraca (hogere kreeftachtigen).

## Soort
- Aspermon feae (de Man, 1898)